# Gornja Nugla
Gornja Nugla – wieś w Chorwacji, w żupanii istryjskiej, w mieście Buzet. W 2011 roku liczyła 76 mieszkańców.